# Algyő vasútállomás
Algyő vasútállomás egy Csongrád-Csanád vármegyei vasútállomás, Algyő településen, a helyi önkormányzat üzemeltetésében. A vonal állomásainak viszonylatában Szeged-Rókus vasútállomás és Hódmezővásárhelyi Népkert vasútállomás között található, fizikailag pedig a község belterületének nyugati szélén; közúti elérését a 47-es főút algyői körforgalmából délnyugatnak kiágazó 45 326-os számú mellékút teszi lehetővé.

## Története
Az 1960-as évekig helyi jelentőségű kisállomás a Tisza-híd hídfőjétől nem messze. Az állomásnak négy vágánya volt, ebből a községhez legközelebb eső vágány volt a rakodóvágány, a harmadik volt az átmenő fővágány. Az állomásépület a településtől távolabb helyezkedett el és az állomási rakodón keresztül volt megközelíthető. Az állomáson egy faszerkezetű raktárépület és egy rövid oldalrakodó is működött.
Az 1960-as évek végétől az algyői olajmezőn zajló beruházásokhoz és az olaj fokozódó termeléséhez köthetően került sor az állomás teljes körű átépítésére. A korábbi állomásépületet teljesen lebontották. Az új, korszerű állomásépület a szintén lebontott raktárak helyén, az állomási bekötőúthoz közel épült fel. Az 1975-ös átépítéskor az állomás vágányhálózatát is teljesen átalakították. Négy vágány épült, ezek közül a harmadik volt az átmenő fővágány. Az első vágányba kötötték be az algyői olajmezőt és ipartelepeket feltáró vontatóvágányt, illetve a teherkocsik rendezését segítő kihúzó- és tárolóvágányokat. A harmadik és második vágány közé SK+30 magasperont építettek. Az átépítés után Algyő egy korszerű kisállomásnak számított, amely szerény utasforgalom mellett nagyon jelentős teherforgalmat is kezelt. Algyő azon szerencsés állomások közé tartozott, ahol a rendszerváltás gazdasági megrázkódtatását követően sem esett vissza a forgalom. Az 1990-es évektől is igen nagy mennyiségű teherforgalmat kezelt, amely döntő része kőolajszármazék, kisebb hányada rönkfa és fémhulladék volt. Idővel az állomás személyforgalma érezhetően visszaesett, ebben a létesítmény kedvezőtlen elhelyezkedése és a Szeged központjába történő bejutás körülményes mivolta játszott szerepet.
2018 tavaszától kezdődött az állomás harmadik, egyben legnagyobb léptékű átépítése. Ennek során a hódmezővásárhelyi oldalon lévő kitérőket majd' egy kilométernyivel, az algyői hídig húzták ki, így az állomás egy hosszú, vonatkeresztezésre alkalmas kitérővé lényegült át. A korábbi utasforgalmi peront teljesen felszámolták, illetve teljesen új biztosítóberendezést is telepítettek. A településhez a lehető legközelebb eső helyen a második (átmenő fővágány) és harmadik vágány között SK+55, részben fedett, szintben megközelíthető peron épült. Az útátjáróhoz 100 kerékpárt fogadni képes ún. B+R tároló, az állomásépület közelében pedig a személyautók fordulását könnyítő úthurok épült. A három évig tartó átépítés során az algyői állomást egyetlen személyvonat sem érintette. Jól jelzi ugyanakkor az állomás teherforgalmi szerepét, hogy az algyői iparvágányok vasúti elérhetőségét a MÁV a vágányzár idején is folyamatosan biztosította, időnként Hódmezővásárhely, időnként Szeged felől. A teljesen átépült állomás személyforgalma 2021. február 22-én indult újra. 2021. november 29-étől a személyvonatok helyett csak a tram-train szerelvények állnak meg itt.

## Vasútvonalak
Az állomást az alábbi vasútvonalak érintik:
- Szeged–Kötegyán-vasútvonal

## Kapcsolódó állomások
A vasútállomáshoz az alábbi állomások vannak a legközelebb:
- Szeged-Rókus vasútállomás (Szeged–Kötegyán-vasútvonal)
- Hódmezővásárhelyi Népkert vasútállomás (Szeged–Kötegyán-vasútvonal)

## Forgalom
| Járat      | Útvonal | Gyakoriság  |
| ---------- | --- | ----------- |
| tram-train | Szeged vasútállomás – Galamb utca (→) – Bem utca (←) – Bécsi körút – Aradi vértanúk tere – Somogyi utca – Széchenyi tér – Anna-kút – Rókusi templom – Tavasz utca – Damjanich utca – Vásárhelyi Pál utca – Pulz utca – Rókus vasútállomás – Algyő – Hódmezővásárhelyi Népkert vasútállomás – Strandfürdő – Hősök tere – Kossuth tér – Kálvin János tér – Hódmezővásárhely vasútállomás | Félóránként |